# X-44鬼蝠魟試驗機
X-44鬼蝠魟（英語：Lockheed Martin X-44 MANTA）是一款由洛克希德·馬丁設計的概念飛機，並由NASA與美國空軍研究過。該機的目標是研究飛機在沒有水平與垂直尾翼的狀況下是否有完整的俯仰、滾轉與偏擺能力，並使用推力向量來進行姿態控制。這也是它的名字的由來（Multi-Axis No-Tail Aircraft，多軸無尾翼飛機）。X-44的設計源自F-22猛禽戰鬥機，並採用了無尾翼的三角翼設計。

## 設計與發展
X-44是由洛克希德·馬丁公司設計的原型機，用以研究僅由向量推力控制的飛機的可行性。由於沒有垂直與水平尾翼，該機的匿蹤性能十分優異。X-44的載彈量與載油量比F-22更大，且在機械複雜度上更低，燃油效率更高，並更加靈活。該計畫於2000年被終止。